# Chondrocladia lyra
Chondrocladia lyra, também conhecida como esponja-lira ou esponja-harpa, é uma espécie de esponja marinha carnívora, descoberta no largo da costa da Califórnia. Vive em profundidades de 10800 a 11500 pés (3300 a 3500 m). Esta espécie de esponja foi descoberta em 2012 por Welton L. Lee, Henry M Reiswig, William C. Austin, e Lonny Lundsten do Instituto de Pesquisa do Aquário da Baía de Monterey (MBARI).
A espécie foi listada entre os Top 10 New Species 2013, à escolha do Instituto Internacional de Espécies de Exploração da Universidade Estadual do Arizona, em mais de 140 espécies nomeadas. A seleção foi divulgada em 22 de maio de 2013.